# هيو هاغرتي
هيو هاغرتي (بالإنجليزية: Hugh Haggerty)‏ (1905 – 5 أغسطس 1941) هو ملاكم أمريكي راحل، مثّل بلاده في الألعاب الأولمبية الصيفية 1924.

## روابط خارجية
هيو هاغرتي على موقع أوليمبيديا (الإنجليزية)